# Камолетти, Марк
Марк Камолетти (16 ноября 1923 года, Женева  — 18 июля 2003 года, Довиль) — французский писатель, драматург и режиссер швейцарского происхождения, известный своими водевилями. Основная тема «бульварного театра» Камолетти — отношения полов, трактованные в комическом ключе. Спектакли по его пьесам ставились в 55 странах. Пьеса Камолетти «Боинг-Боинг» является самой демонстрируемой пьесой на французском языке: на сценах мировых театров её ставили более чем 10 тысяч раз. Произведения Камолетти переведены на 18 языков мира.

## Биография
Камолетти родился в семье архитекторов. Его дед по отцовской линии Марк Камолетти спроектировал со своим братом Джоном ряд значимых зданий Женевы: Виктория-холл, Музей искусства и истории и Hôtel des Postes du Mont-Blanc. Архитекторами были также отец писателя Жан Камолетти и двоюродные братья.
Первоначально Камолетти планировал пойти по стопам отца, изучал изобразительное искусство. Когда он переехал в Париж в 1950-х годах, то начал работать в театре. В 1955 году он поставил пьесу «Изабель и Пеликан». В 1958 году он написал свою первую пьесу «La Bonne Anna», в русском переводе известную как «Ох уж эта Анна!». Это произведение было поставлено в Театре бульвара Капуцинов труппой, связанной с его женой. Пьеса имела большой успех у не самой взыскательной публики (более 1300 представлений).
В декабре 1960 года театр «Comédie-Caumartin» в девятом округе Парижа поставил «Боинг-Боинг» — пьесу из трех частей, которая вращается вокруг главного героя по имени Бернард. Это архитектор, который поддерживает параллельные связи с тремя стюардессами, каждая из которых не подозревает о существовании двух других. Бернард делает всё возможное, чтобы регулярно видеть всех трех женщин, не давая им возможности встретиться друг с другом. В большинстве других пьес Камоллети царит подобная любовная неразбериха: персонажи обманывают своих мужей, заводя любовниц и любовников.
Жена писателя Жермен Камолетти (1924—1994) с 1970-х годов являлась одним из директоров парижского театра «Мишель» и была довольно известной фигурой в театральном мире. Сын Жан-Кристоф Камолетти является руководителем театра «Мишель» с 2003 года (совместно со своей женой Арианой). Сотрудничество семейства Камолетти с этим театром началось в 1972 году.
Марк Камолетти нередко играл роли в постановках своих пьес: здесь можно привести примеры «Дуэта на диване» в 1974 году, «Bon Anniversaire» в 1976 году, «Мы поужинаем в постели» в 1980 году и «Le Bluffeur» в 1984 году. Член Национального общества изящных искусств (Женева). Информация о том, что Камолетти был кавалером ордена Почётного легиона, не подтверждается официальным сайтом ордена.
Скончался 18 июля 2003 года в нормандском курорте Бенервиль в возрасте 79 лет. Он похоронен на кладбище Монмартр.

## Признание
В 1991 году «Боинг-Боинг» был занесен в Книгу рекордов Гиннесса как самая демонстрируемая французская пьеса в мире. В 1965 году по этой пьесе был снят голливудский фильм с Тони Кёртисом и Джерри Льюисом в главных ролях. Версия британского режиссера Мэтью Варчуса в июне 2008 года получила две премии «Тони»: «Лучшее обновление» и «Лучший актёр» для Марка Райланса.
Произведения, написанные Марком Камолетти, имеют невероятные рекорды долголетия: 2000 спектаклей для «Дуэта на диване», 1700 для «Ужина в постели!» и, наконец, 18 000 представлений для «Боинга-Боинга» (из них более 7000 в театрах Парижа).

## Известные работы
- 1958 «Ох уж эта Анна!» Марка Камолетти, режиссер Мишель де Ре, Театр Капуцинов, комедия Ваграма
- 1960 «Боинг-Боинг» Марка Камолетти, режиссер Кристиан-Жерар, Комеди Каумартин
- 1963 «Семирамида» Марка Камолетти, режиссер Мишель де Ре, Театр Эдуарда VII
- 1965 «Совершенно секретно» Марка Камолетти, театр послов
- 1966 «Хороший адрес» Марка Камолетти, режиссер Кристиан-Жерар, Театр вновь прибывших
- 1968 «Хороший адрес» Марка Камолетти, режиссер Кристиан-Жерар, театр Потиньера
- 1968 «Самолюбие» Марка Камолетти, режиссер, Театр Эдуарда VII
- 1972 «Дуэты на диване» от Марка Камолетти, автор сценария, театр Мишеля
- 1972 «Хороший адрес» Марка Камолетти, режиссер Кристиан-Жерар, Театр Мишеля
- 1973 «Дуэты на диване» от Марка Камолетти, режиссер, тур Карсенти-Герберт
- 1974 «Дуэты на диване» от Марка Камолетти, автор сценария, театр Мишеля
- 1976 «С Днем Рождения» Марка Камолетти, режиссер Театр Мишель
- 1980 «Мы поужинаем в постели» Марка Камолетти, режиссер Театр Мишель
- 1984 «Bluffer» Марка Камолетти, режиссер, Театр Микодьера, Театр Варьеров
- 1985 «Пижама на шестерых» от Marc Camoletti, режиссер Театр Мишель
- 1987 «Chambre d'ami» Марка Камолетти, режиссер Театр Мишель
- 1988 «Пижама на шестерых» от Marc Camoletti, режиссер Театр Мишель
- 1989 «Хороший адрес» Марка Камолетти, режиссер Мишель Театр
- 1991 «Дорогая дорогая» от Марка Камолетти, режиссер, театр Мишеля
- 1991 «Ох уж эта Анна!» Марка Камолетти, режиссер Театр Мишель
- 1993 «Боинг-Боинг» Марка Камолетти, режиссер Театр Мишель
- 1993 «Секс и ревность» Марка Камолетти, режиссер, Мишель, театр
- 1997 «Медовый месяц» Марка Камолетти под руководством автора, Театр Мишеля
- 1999 «Боинг-Боинг» Марка Камолетти, режиссер Театр Мишель

Обработки чужих пьес
- 1955: «Пеликан и Изабель» Марселя Франка, режиссер Марк Камолетти, Театр Эдуарда VII.
- 1990: «Поцелуи, поцелуи» Дерека Бенфилда, адаптация и постановка Марка Камолетти, театр Мишеля.